# Nguyễn Minh Hồng
Nguyễn Minh Hồng (sinh ngày 3 tháng 3 năm 1944) là một bác sỹ y khoa, nhà văn, chính trị gia người Việt Nam. Ông từng là đại biểu Quốc hội Việt Nam khóa 13 nhiệm kì 2011-2016 thuộc đoàn đại biểu tỉnh Nghệ An, Ủy viên Ủy ban Về các vấn đề xã hội của Quốc hội khóa 13, Uỷ viên Uỷ ban Trung ương MTTQ Việt Nam, Phó Chủ tịch Trung ương Hội hữu nghị Việt Nam - Campuchia, Giám đốc Trung tâm nghiên cứu và ứng dụng các tiến bộ Y học Việt Nam, Giám đốc bệnh viện Đa khoa Nguyễn Minh Hồng.

## Xuất thân
Ông sinh ngày 3 tháng 3 năm 1944, người dân tộc Kinh, không theo tôn giáo nào. Ông có quê quán ở xã Thanh Lâm, huyện Thanh Chương, tỉnh Nghệ An.

## Giáo dục
Ông có trình độ chuyên môn là Bác sỹ y khoa - Nhà văn.

## Sự nghiệp
Ông gia nhập Đảng Cộng sản Việt Nam vào ngày 1/1/1964.
Ông từng là Đại biểu Quốc hội Việt Nam khóa 12 nhiệm kì 2007-2011.
Ông là Đại biểu Quốc hội Việt Nam khóa 13 nhiệm kì 2011-2016 thuộc đoàn đại biểu tỉnh Nghệ An, đồng thời là Uỷ viên Uỷ ban Trung ương MTTQ Việt Nam, Phó Chủ tịch Trung ương Hội hữu nghị Việt Nam - Campuchia, Giám đốc Trung tâm nghiên cứu và ứng dụng các tiến bộ Y học Việt Nam, Giám đốc bệnh viện Đa khoa Nguyễn Minh Hồng; Ủy viên Ủy ban Về các vấn đề xã hội của Quốc hội khóa 13, làm việc ở Trung tâm nghiên cứu và ứng dụng các tiến bộ Y học Việt Nam; Bệnh viện Đa khoa Nguyễn Minh Hồng.

## Từ bỏ Đảng Cộng sản Việt Nam
Theo website Quốc hội Việt Nam thì ông đã từ bỏ Đảng Cộng sản Việt Nam, với lí do nguyên văn như sau: "Khi nghỉ hưu, vì ước mơ có tiền làm từ thiện, nên phải làm kinh tế tư nhân. Để không ảnh hưởng đến điều lệ Đảng, tôi tự nguyện xin ra khỏi Đảng đúng thủ tục và đã được Đảng chấp nhận ngày 01/04/1993, có đầy đủ hồ sơ."